# Tricalysia orientalis
Tricalysia orientalis är en måreväxtart som beskrevs av Ranariv. och De Block. Tricalysia orientalis ingår i släktet Tricalysia och familjen måreväxter. Inga underarter finns listade i Catalogue of Life.